# Тести Распони (Равена)
Тести Распони је насеље у Италији у округу Равена, региону Емилија-Ромања.
Према процени из 2011. у насељу је живело 103 становника. Насеље се налази на надморској висини од 11 м.